# Дрегенешть (комуна, Галац)
Дрегенешть, Дрегенешті (рум. Drăgănești) — комуна у повіті Галац в Румунії. До складу комуни входять такі села (дані про населення за 2002 рік):
- Дрегенешть (2964 особи)
- Малу-Алб (2984 особи)

Комуна розташована на відстані 184 км на північний схід від Бухареста, 59 км на північний захід від Галаца, 144 км на схід від Брашова.

## Населення
За даними перепису населення 2002 року у комуні проживали 5948 осіб.
Національний склад населення комуни:
| Національність | Кількість осіб | Відсоток |
| -------------- | -------------- | -------- |
| румуни         | 5715           | 96,1%    |
| цигани         | 230            | 3,9%     |
| угорці         | 1              | < 0,1%   |
| українці       | 1              | < 0,1%   |
| німці          | 1              | < 0,1%   |

Рідною мовою назвали:
| Мова       | Кількість осіб | Відсоток |
| ---------- | -------------- | -------- |
| румунська  | 5945           | 99,9%    |
| угорська   | 1              | < 0,1%   |
| українська | 1              | < 0,1%   |
| німецька   | 1              | < 0,1%   |

Склад населення комуни за віросповіданням:
| Релігія       | Кількість осіб | Відсоток |
| ------------- | -------------- | -------- |
| православні   | 5937           | 99,8%    |
| адвентисти    | 7              | 0,1%     |
| п'ятдесятники | 4              | 0,1%     |

## Зовнішні посилання
- Дані про комуну Дрегенешть на сайті Ghidul Primăriilor [Архівовано 14 березня 2012 у Wayback Machine.]